# Revolução sérvia

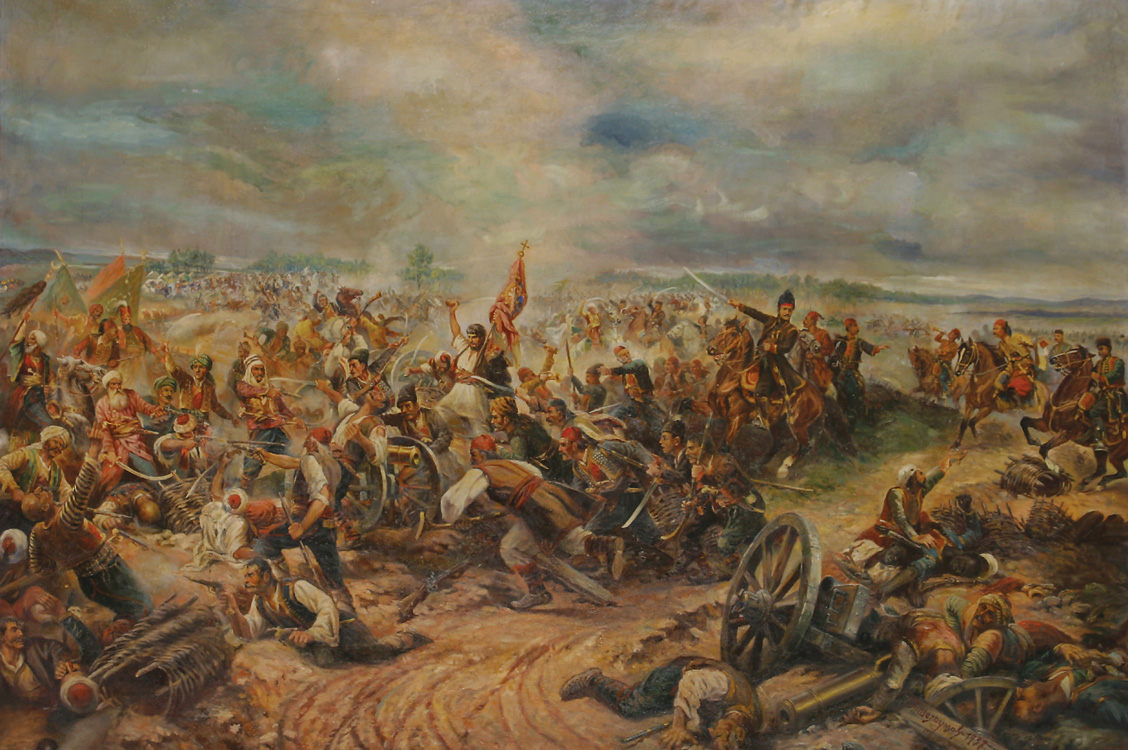
Batalha de Misar (1806), pintura de Afanasij Šeloumov

A revolução sérvia refere-se a revolução nacional e social do povo sérvio que ocorreu entre 1804 e 1835, durante o qual o território da Sérvia evoluiu de uma província otomana em uma monarquia constitucional e um moderno Estado-nação. A primeira parte do período de 1804-1815, foi marcado por uma violenta luta pela independência do Império Otomano, com dois levantes armados em curso, terminando com um cessar-fogo. O período posterior (1815-1835) assistiu a uma consolidação pacífica do poder político da Sérvia cada vez mais autónoma, que culminou com o reconhecimento do direito de governar por príncipes hereditários sérvios em 1830 e 1833 e a expansão teritorial da jovem monarquia. A aprovação da primeira Constituição escrita em 1835 aboliu o feudalismo e a servidão, e fez o país uma suserania. O termo revolução sérvia foi inventado por um historiador acadêmico alemão, Leopold von Ranke, no seu livro Die Serbische Revolution, publicado em 1829.  Estes eventos marcaram a fundação da Sérvia moderna. 
O período é dividido da seguinte forma: 
- Primeira Revolta Sérvia (1804-1813), liderado por Karađorđe Petrović
- Revolta de Hadži Prodan (1814)
- Segunda Revolta Sérvia (1815), sob Miloš Obrenović
- reconhecimento oficial do Estado da Sérvia (1815-1833)

A Proclamação  (1809) por Karadjordje na capital Belgrado, provavelmente, representou o ápice da primeira fase. Apelou para a unidade nacional, com base na história da Sérvia para exigir a liberdade de religião e formal, escrita do estado de direito, de que o Império Otomano não tinha fornecido.  Também chamou os sérvios a deixar de pagar impostos a Sublime Porta, considerada desleal, com base na filiação religiosa. Além de dispensar impostos sobre os não-muçulmanos (jizya), os revolucionários também aboliram todas as obrigações feudais em 1806, somente 15 anos após a Revolução Francesa, camponeses e servos emanciparam-se o que representa uma ruptura social com o passado. . O domínio de Miloš Obrenović consolidou as conquistas das revoltas, levando à proclamação da primeira Constituição nos Balcãs e ao estabelecimento da mais antiga instituição de ensino superior nos Balcãs ainda em existência, a Universidade de Belgrado (1808) . Em 1830 e novamente em 1833, a Sérvia foi reconhecida como um principado autônomo, com príncipes hereditários pagando tributos anuais a Sublime Porta. Finalmente, a independência de facto veio em 1868, com a retirada das guarnições otomanas do principado; a independência de jure foi formalmente reconhecida no Congresso de Berlim em 1878. 

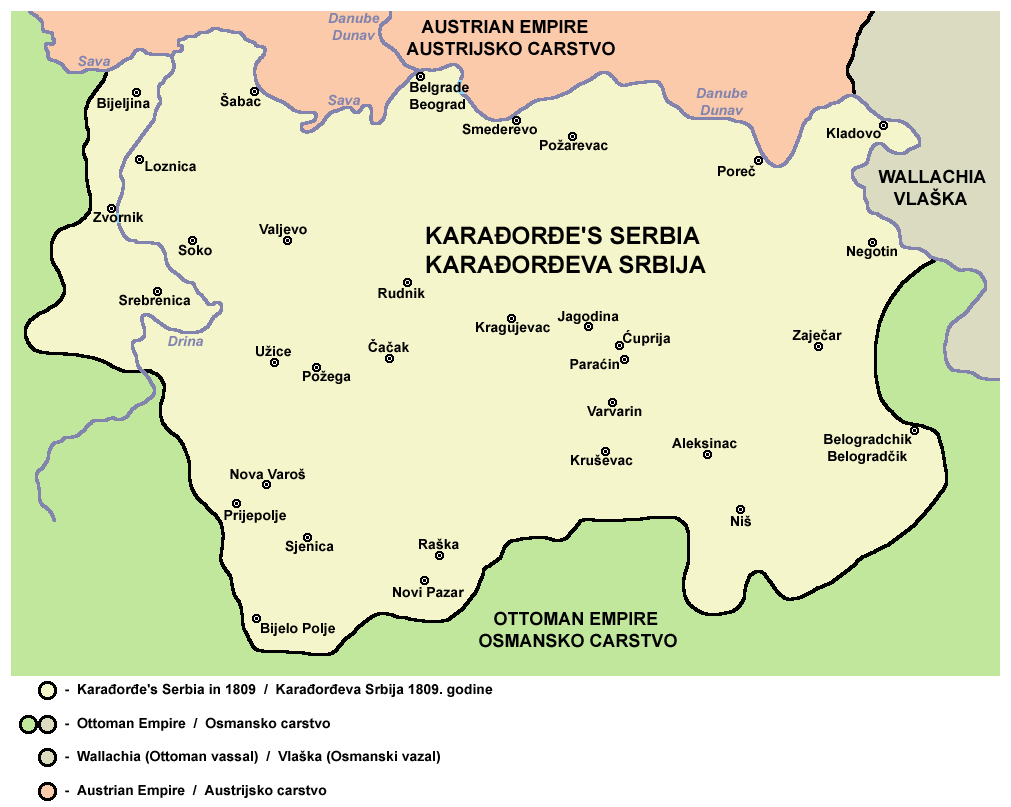
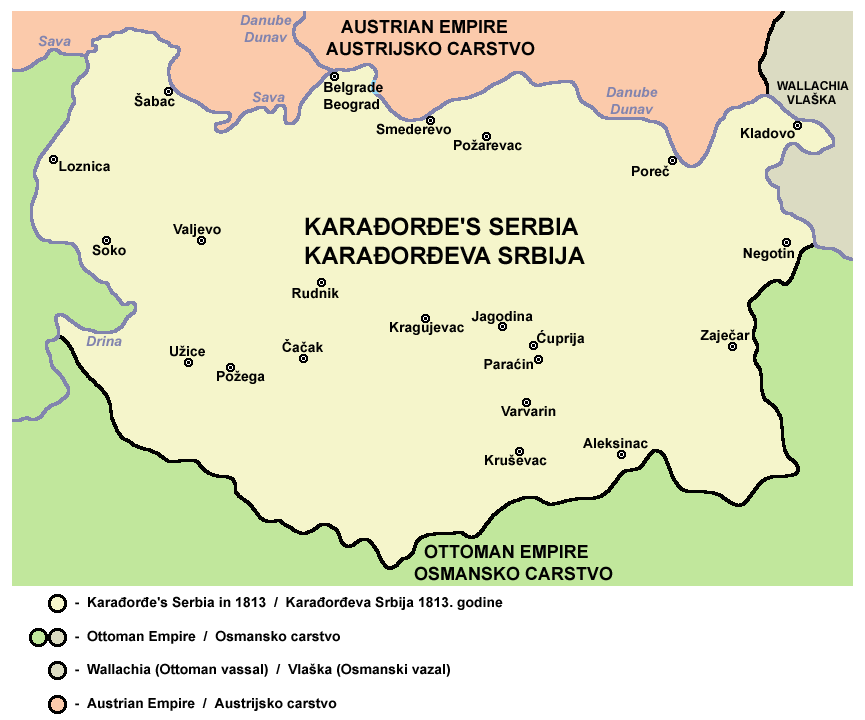
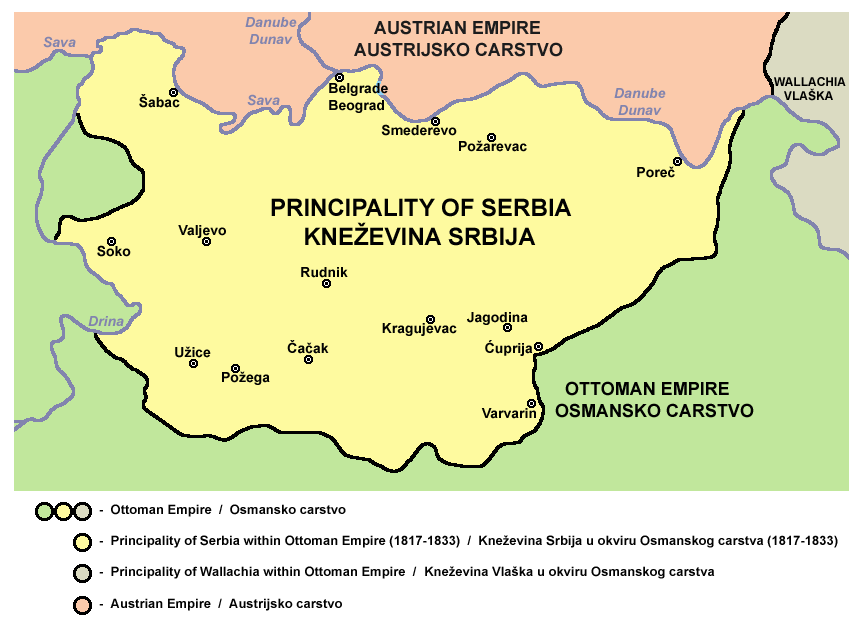